# 小金井市立図書館
小金井市立図書館（こがねいしりつとしょかん）は、東京都小金井市の公立図書館。

## 概要
本館、東分室、緑分室、貫井北分室が設置されている。在住・在勤（在学）者でなくても、利用や借り出し利用カードを作成し、図書館資料を借りる（禁帯は除く）ことが出来る。

## 沿革
- 1963年（昭和38年） - 小金井市立図書館設置条例が小金井市昭和38年4月12日条例第25号として公布施行[2]。
- 1964年（昭和39年） - 開館。
- 2014年（平成26年） - 貫井北分室開館。

## 施設

### 本館
| 住所     | 小金井市本町1-1-32                                 |
| 電話番号 | 042-383-1138                                       |
| 開館時間 | 10:00-17:00 （平日の水〜金曜日は1階のみ20:00まで） |
| 休館日   | 毎週月曜 毎月第1金曜 年末年始等                    |

#### 別館について
本館の南側にはプレハブ造2階建ての別館がある。1階にあたる部分は駐輪場となり、エレベーターを使い2階へと行く。個人学習及び団体の集会の部屋とされ、曜日によって使用用途が割り振られている。
- 個人利用:金〜日曜日・祝日 10:00-17:00
- 団体利用:火 10:00-17:00
水・木曜日 10:00-20:00

### 緑分室
| 住所     | 小金井市緑町3-3-23                          |
| 電話番号 | 042-387-7302                                |
| 開館時間 | 10:00-17:00                                 |
| 休館日   | 毎週火曜日・毎月第1金曜日・祝日・年末年始等 |

### 東分室
| 住所     | 小金井市東町1-39-1             |
| 電話番号 | 042-383-4550                   |
| 開館時間 | 10:00-19:00                    |
| 休館日   | 毎月第1・第3火曜日・年末年始等 |

### 貫井北分室
| 住所     | 小金井市貫井北町1-11-12        |
| 電話番号 | 042-385-3561                   |
| 開館時間 | 10:00-19:00                    |
| 休館日   | 毎月第1・第3火曜日・年末年始等 |

### 西之台会館図書室
| 住所     | 小金井市前原町3-8-1                                    |
| 電話番号 | 042-385-9563                                           |
| 開館時間 | 10:00-17:00                                            |
| 休館日   | 毎月第2・第4水曜日・祝日・西之台会館休館日・年末年始等 |

### ブックポスト
小金井市では本・雑誌の返却のために各図書館前（６カ所）と市内９カ所にてブックポストを設置している。
- JR武蔵小金井駅北口
- JR武蔵小金井駅南口
- JR東小金井駅北口
- JR東小金井駅南口
- 貫井北五集会所前
- 消防団第五分団前
- 公民館本館前（旧公民館本町分館）
- 公民館貫井南分館前
- 丸山台集会所前

## 利用
- 市内在住・在学・在勤に関わらず利用カードの作成が可能。

- 本貸出期間　　3週間
- 本貸出冊数　　制限なし
- 本貸出延長　　1回1週間まで可能
- CD貸出期間　2週間
- CD貸出点数　5点まで